# Annibale Calini

Stemma Calini

Annibale Calini (Brescia, 3 Novembre 1892 – Brescia, 18 ottobre 1916) è stato un patriota italiano.

## Biografia
Nato a Brescia nel 1892, conseguì la licenza liceale a Desenzano del Garda nel 1912. Iscrittosi alla Scuola Superiore di Commercio di Venezia nella sezione consolare dove, nel corso del 1916, già ufficiale nel 5º Alpini, conseguì la laurea in scienze sociali-economiche. Mentre frequentava la Scuola Superiore di Venezia si iscrisse anche alla facoltà di Giurisprudenza della Università di Padova, senza mai riuscire a conseguire la laurea. Dichiarato inabile al servizio militare, attese che venissero richiamati gli stessi inabili (per sopperire alla mancanza di forze contro il nemico) e venne arruolato come sottotenente. Ferito mortalmente nella Conca del Cosmagnon nei pressi del Pasubio il giorno 10 settembre 1916, morì all'Ospedale territoriale della Croce Rossa nº2 a Brescia il 18 ottobre a 24 anni.
A lui sono intitolati un liceo scientifico statale di Brescia e la Scuola Media del comune di Bedizzole, dove risiedeva con la famiglia.